# Place Raymond-Poincaré (Mont-de-Marsan)
Pour les articles homonymes, voir Place Raymond-Poincaré.
La place Raymond-Poincaré est un espace public de la commune de Mont-de-Marsan, dans le département français des Landes.

## Présentation
Comptant parmi les principales places de la ville, la place Raymond-Poincaré est située dans le quartier de Saint-Jean-d'Août, sur la rive droite de la Douze. Elle est encore communément désignée par les habitants sous son ancien nom de « place de la Tannerie ». Côté sud, elle est bordée par des commerces et côté nord, par la résidence « Les Rives de Marsan », à l'emplacement précédemment occupé par la conserverie dite « établissements Leymarie », remplaçant elle-même une ancienne tannerie. Une petite aire de stationnement est aménagée sur la place de part et d'autre du boulevard Ferdinand-de-Candau.

### Situation et accès
La place est traversée d'est en ouest par le boulevard Ferdinand-de-Candau sur une largeur de 5 mètres, qui la relie à la place Joseph-Pancaut par le pont des Droits-de-l'Homme. Trois rues débouchent sur cet espace : côté sud, la rue Sarraute, côté nord, la rue des Boulevards et la rue de la Tannerie. De forme elliptique, son emprise est d'environ 65 mètres du nord au sud et de 85 mètres d'est en ouest.

### Nom
La place est ainsi nommée par délibération du conseil municipal du 27 janvier 1939 en hommage à Raymond Poincaré, président de la République française du 18 février 1913 au 18 février 1920, qui fait une visite d'1h30 à Mont-de-Marsan le 6 octobre 1913, accompagné de Louis Barthou, président du Conseil, et de Stephen Pichon, ministre des affaires étrangères.
Avant cela, elle reçoit successivement, par délibération du conseil municipal, les dénominations de « place Duplantier » (1er mai 1809) alors qu'elle n'est encore qu'un projet, « place du Boulevard » (13 janvier 1827), « place de la Tannerie » (6 février 1884 ; elle figure déjà sous ce nom sur le cadastre de 1845) et « place Saint-Jean-d'Août » (14 avril 1899).

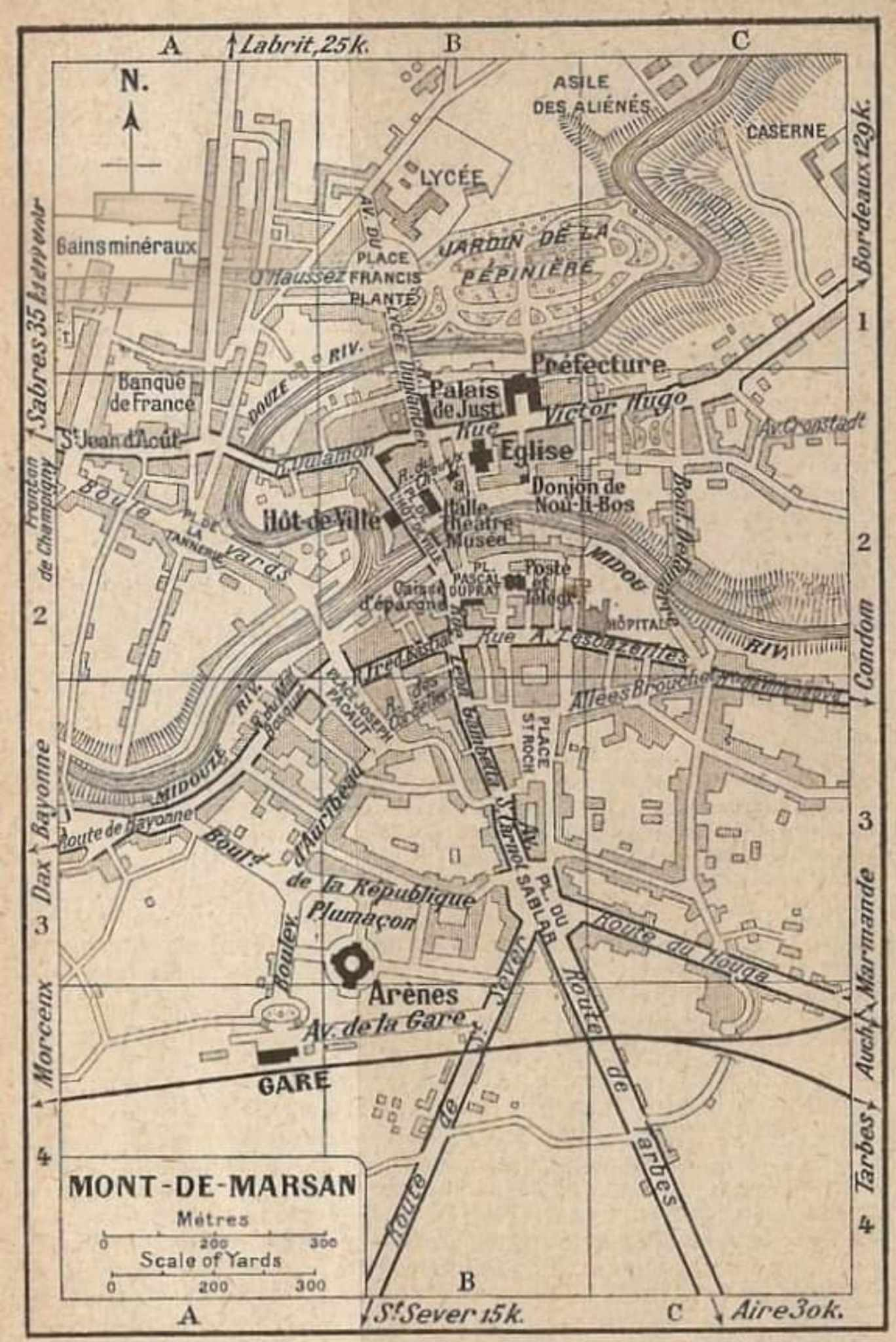
Place de la Tannerie figurant sur un plan ancien de Mont-de-Marsan.
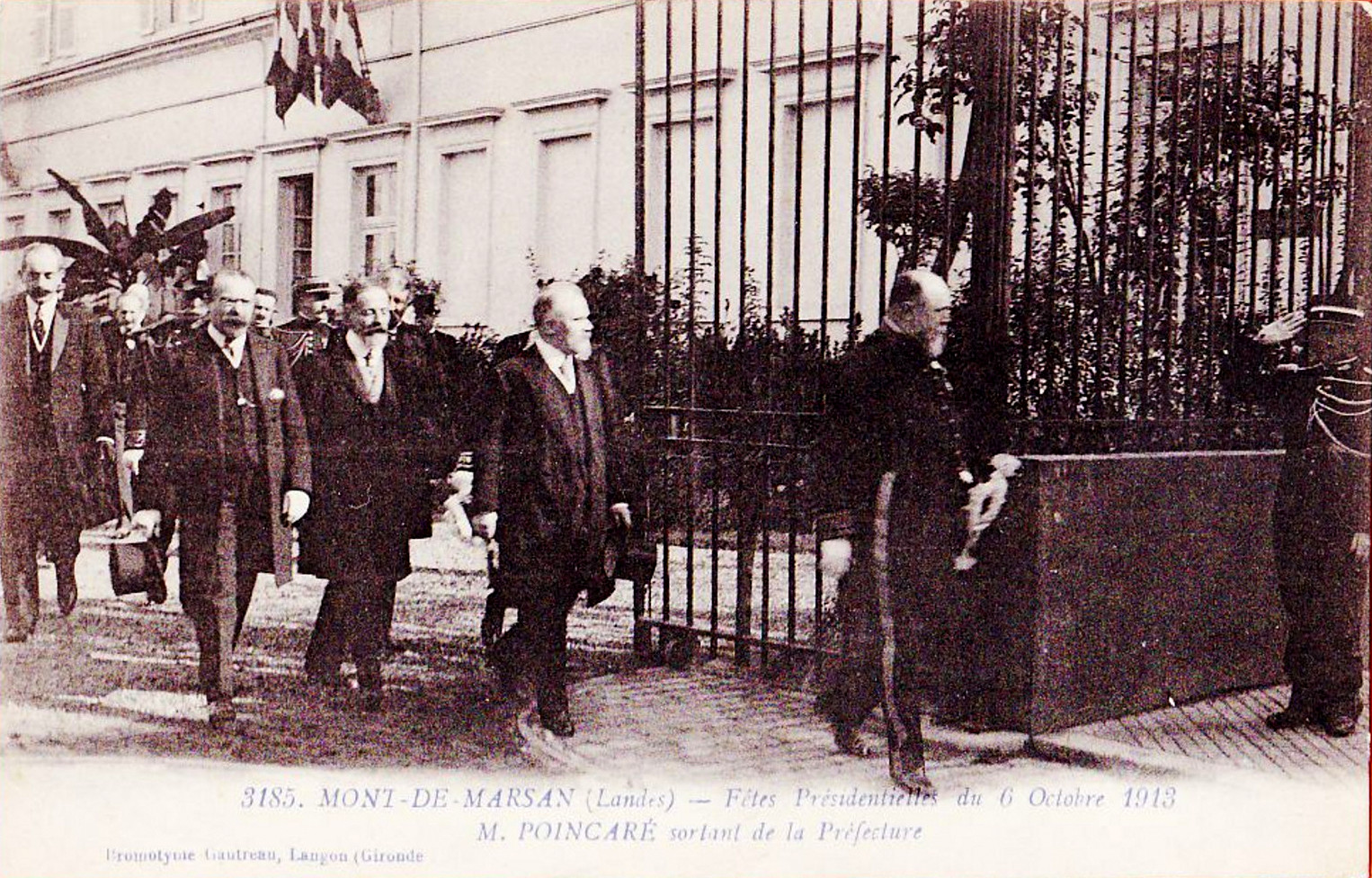
Raymond Poincaré quittant la préfecture des Landes lors des fêtes présidentielles du 6 octobre 1913[4].

### Historique
En 1808, le préfet Valentin-Duplantier conçoit l'idée de créer à cet endroit une place destinée à servir de dépôt du bois pour la construction navale, utile à l'activité du port de Mont-de-Marsan. La place, figurant sur le cadastre napoléonien de 1811, est alors à cheval sur les communes de Mont-de-Marsan au nord et de Saint-Jean-d'Août au sud. Vraisemblablement aménagée en 1818, en même temps que le boulevard Ferdinand-de-Candau, elle est entièrement annexée par Mont-de-Marsan en 1831.
Avant l'aménagement des arènes du Plumaçon, des courses taurines ont lieu sur cet espace public lors de fêtes de Saint-Jean-d'Août, aux alentours du 29 août, .

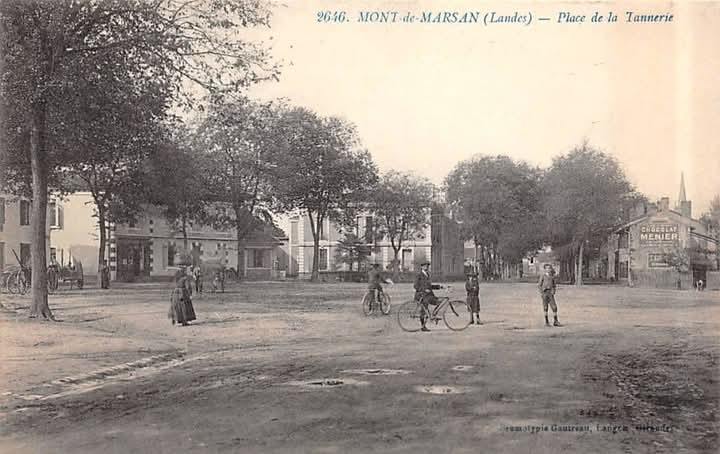
Ancienne place de la Tannerie, non encore pavée ou goudronnée. Le clocher de l'église de Saint-Jean-d'Août est visible en arrière-plan.
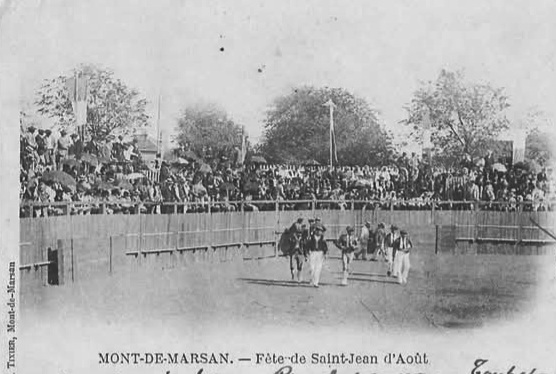
Arènes temporaires en bois montées sur la place de la Tannerie à la fin du XIXe siècle.

Au XIXe siècle, les peines capitales prononcées par la cour d'assise des Landes sont exécutées place de la Tannerie. Jean Ménaut et Joseph Daubagna sont condamnés le 7 novembre 1894 pour l'assassinat du gardien-chef de la prison d'Orthez et sont guillotinés en public sur la place de la Tannerie le 3 janvier 1895. L'opération, conduite  par les bourreaux Deibler père et fils, est placée sous la surveillance d'un détachement du 34e régiment d'infanterie stationné à la caserne Bosquet.
Le 6 et 7 septembre 1896 sont inaugurées les arènes du quartier de Saint-Jean-d'Août, montées temporairement sur la place Raymond-Poincaré, en complément des arènes du Plumaçon.
Le 7 juillet 2019, dans l'affaire Johanna Blanes, la victime quitte la discothèque Le Paradise, située au n°4 de la place Raymond-Poincaré, pour regagner son domicile à pied. Son corps sera découvert par un passant dans le tunnel de Laspécès.

## Bâtiments remarquables et lieux de mémoire
La résidence « Les Rives de Marsan » occupe le site des « établissements Leymarie », conserverie fondée en 1890 à Hagetmau par Léopold Leymarie, qui contribue à la réputation des produits landais et tout particulièrement des conserves de foie gras. Cette conserverie remplaçait elle-même une ancienne tannerie.
Au pied de ladite résidence se trouvent le bassin public dit « lavoir de la Tannerie ».

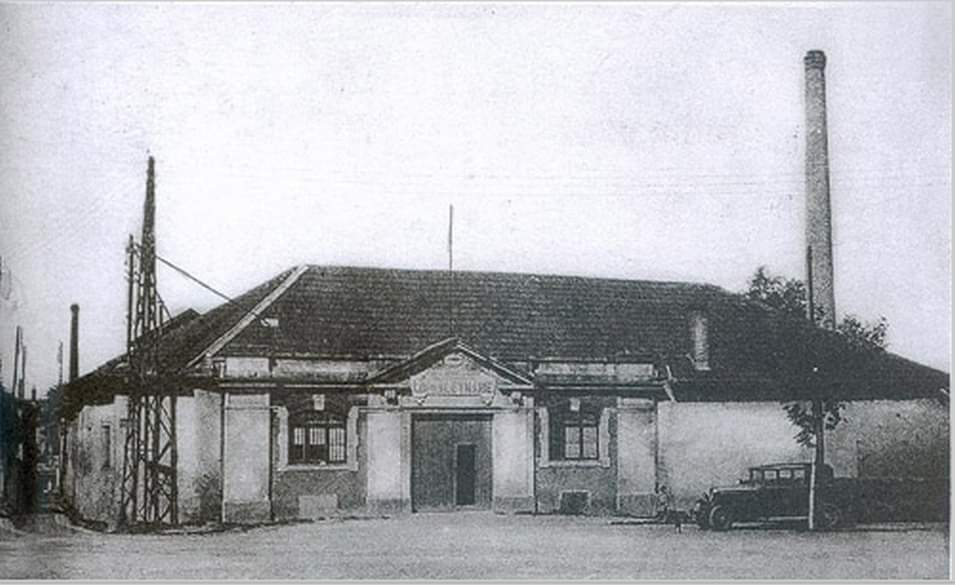
Ancienne conserverie Leymarie
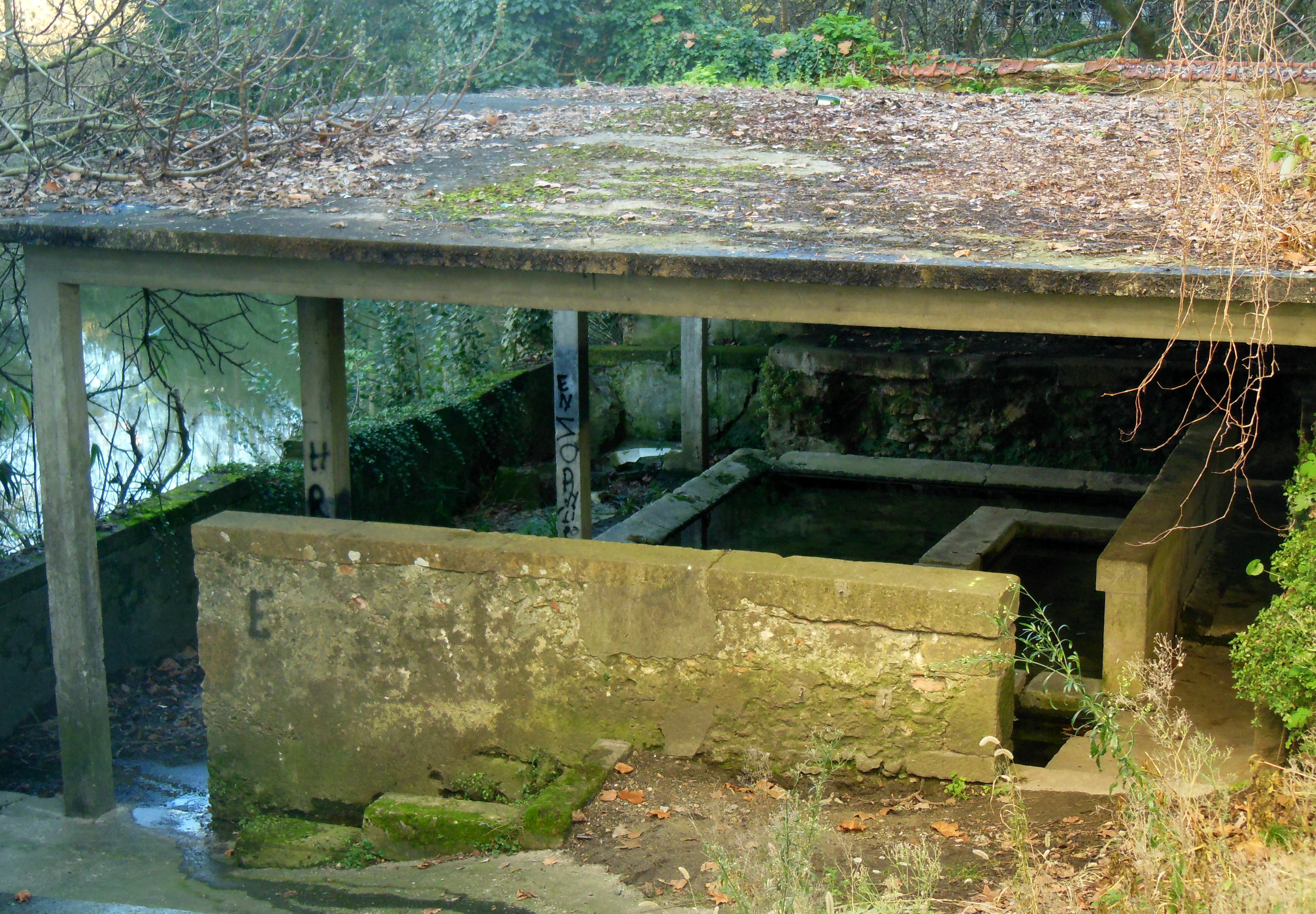
Lavoir de la Tannerie